# Fran Cotton
Pour les articles homonymes, voir Francis Cotton et Cotton.

a Compétitions nationales et continentales officielles uniquement.

b Matchs officiels uniquement.
Francis Edward Cotton, plus connu sous le nom de Fran Cotton, est né le 3 janvier 1947 à Wigan (Angleterre). C’est un ancien joueur de rugby à XV, qui joue avec l'équipe d'Angleterre de 1971 à 1981 et avec le club de Sale.

## Palmarès
Fran Cotton compte 31 sélections avec l'équipe d'Angleterre, toutes en tant que titualire. Il inscrit un essai. Il dispute trois de ses sélections en tant que capitaine, en 1975. Il obtient sa première cape le 20 mars 1971, à l’occasion d’un match du tournoi des Cinq Nations 1971, contre l'équipe d'Écosse. Il dispute son dernier match avec l'Angleterre le 17 janvier 1981 contre le pays de Galles.
Il participe à neuf éditions du Tournoi des Cinq Nations, en 1971, 1973, 1974, 1975, 1976, 1977, 1978, 1980, 1981. Il participe au grand chelem de 1980. Il dispute 25 rencontres et inscrit un essai.
Il participe à trois tournées des Lions britanniques, disputant un total de sept tests en 34 matchs, dont 32 titularisations. Il dispute quatorze matchs lors de la tournée 1974 en Afrique du Sud, jouant les quatre tests face aux Springboks, les Lions remportant trois victoires et obtenant un nul. Lors de la tournée 1977 en Nouvelle-Zélande, il joue seize matchs, dont les trois derniers tests face aux All Blacks, une victoire et deux défaites. Lors de la tournée 1980 en Australie, il joue quatre matchs, mais ne participe à aucun test.
En 1997, il est le manager de l'équipe des Lions lors de la tournée en Afrique du Sud, tournée remportée par les Lions par deux victoires contre une défaite face aux Springboks.